# Fatum (película)
Fatum es una película española del año 2023 dirigida por Juan Galiñanes  y protagonizada por Luis Tosar, Álex García y Aron Piper. 
La película es un drama y suspense que narra la historia de Sergio (Luis Tosar), un hombre con graves problemas de ludopatía, y Pablo (Álex García), un francotirador del Grupo Especial de Operaciones (GEO), cuyas vidas se entrelazan tras un atraco a una casa de apuestas.

## Resumen
Sergio es un hombre con una adicción al juego que, a pesar de prometer a su esposa que no volverá a apostar, decide hacerlo una última vez tras recibir información sobre un supuesto amaño en un partido de fútbol. Incapaz de resistirse, Sergio regresa a la casa de apuestas con la esperanza de recuperar todo el dinero perdido. La información resulta ser cierta y, por fin, su suerte parece cambiar.
Sin embargo, Alejo, otro personaje con un pasado turbio relacionado con el juego, irrumpe en la casa de apuestas armado, lo que provoca una situación de tensión y peligro. Mientras tanto, Pablo, un francotirador del GEO, es presionado por la comisaria Costa para intervenir en el atraco. A pesar de encontrarse preocupado por la situación de su hijo, que se encuentra en el hospital en estado crítico, Pablo acude al lugar del atraco.
El destino hace que Sergio y Pablo se vean involucrados en este atraco, donde un disparo cambiará sus vidas para siempre.

## Elenco
- Sergio (Luis Tosar): un hombre con problemas de ludopatía que se ve envuelto en el atraco a una casa de apuestas.
- Pablo Neira (Álex García): francotirador del GEO, preocupado por la situación de su hijo, que acude a la casa de apuestas durante el atraco.
- Alejo (Arón Piper): hombre con un pasado relacionado con el juego que irrumpe armado en la casa de apuestas.
- Comisaria Costa (Elena Anaya): superior de Pablo, quien le presiona para intervenir en el atraco.
- Lidia (María Luisa Mayol): mujer de Sergio, a la le promete no volver a apostar.
- Marta (Pepa Gracia): mujer de Pablo.